# Magomedraszul Muszajevics Idriszov
Magomedraszul Muszajevics Idriszov (oroszul: Магомедрасул Мусаевич Идрисов) (Mutszalaul, 1996. július 8. –) dagesztáni születésű oroszországi szabadfogású birkózó. A 2019-es birkózó-világbajnokságon ezüstérmet nyert 61 kg-os súlycsoportban, szabadfogásban.

## Sportpályafutása
A 2019-es birkózó-világbajnokságon a döntő során a grúz Beka Lomtadze volt az ellenfele, aki 12–2-re legyőzte.